# Malattia di Bornholm
La malattia di Bornholm o la pleurodinia epidemica o la mialgia epidemica è una malattia causata dal virus Coxsackie B o da altri virus.
Prende il nome dall'isola danese di Bornholm, dove i primi casi furono descritti.

## Segni e sintomi
I sintomi includono febbre e mal di testa, ma la caratteristica distintiva di questa malattia sono gli attacchi di forte dolore nella parte inferiore del torace, spesso da un lato. Il minimo movimento della gabbia toracica provoca un forte aumento del dolore, il che rende molto difficile respirare e un attacco è quindi un'esperienza abbastanza spaventosa, anche se generalmente si spegne prima che si verifichi un danno reale. Gli attacchi sono imprevedibili e colpiscono "all'improvviso" con la sensazione di una presa di ferro attorno alla gabbia toracica. I nomi colloquiali della malattia, come "presa del diavolo" (vedi anche "altri nomi" di seguito) riflettono questo sintomo.

## Eziologia
L'inoculazione dei lavaggi faringei provenienti da persone con questa malattia nel cervello dei topi neonati ha rivelato che gli enterovirus del gruppo del virus Coxsackie B sono probabilmente la causa della pleurodinia, e che questi risultati sono stati supportati da studi successivi delle risposte anticorpali IgM misurate nel siero di persone con pleurodinia. Altri virus della famiglia degli enterovirus, tra cui l'echovirus e il virus Coxsackie A, sono raramente associati alla pleurodinia.

### Diffusione
Come è tipico di questa famiglia di virus, viene versato in grandi quantità nelle feci delle persone infette. La malattia può essere diffusa condividendo contenitori per bevande ed è stata contratta dal personale di laboratorio che lavora con il virus.

## Trattamento e prognosi
La malattia dura circa una settimana ed è raramente fatale. Il trattamento include la somministrazione di agenti antinfiammatori non steroidei o l'applicazione di calore ai muscoli interessati. Le ricadute durante le settimane successive all'episodio iniziale sono una caratteristica di questa malattia.

## Epidemiologia
Il virus Coxsackie B si diffonde per contatto e le epidemie si verificano di solito durante la stagione calda nelle regioni temperate e in qualsiasi momento ai tropici.

## Storia
Nel 1872, Daae-Finsen riportò un'epidemia caratterizzata da "reumatismo muscolare acuto" verificatasi nella comunità di Bamble, in Norvegia, dando origine al nome di "malattia di Bamble". Rapporti successivi, pubblicati solo in norvegese, si riferivano alla malattia con questo nome. Nel 1933, Ejnar Sylvest diede una tesi di dottorato che descriveva un focolaio danese di questa malattia sull'isola di Bornholm intitolata "Malattia di Bornholm-mialgia epidemica", e questo nome è persistito.

## Altre denominazioni
È anche nota come malattia di Bamble, presa del diavolo, grippa del diavolo, mialgia epidemica, pleurodinia epidemica, spasmo diaframmatico transitorio epidemico.